# 蘇軍撤出阿富汗

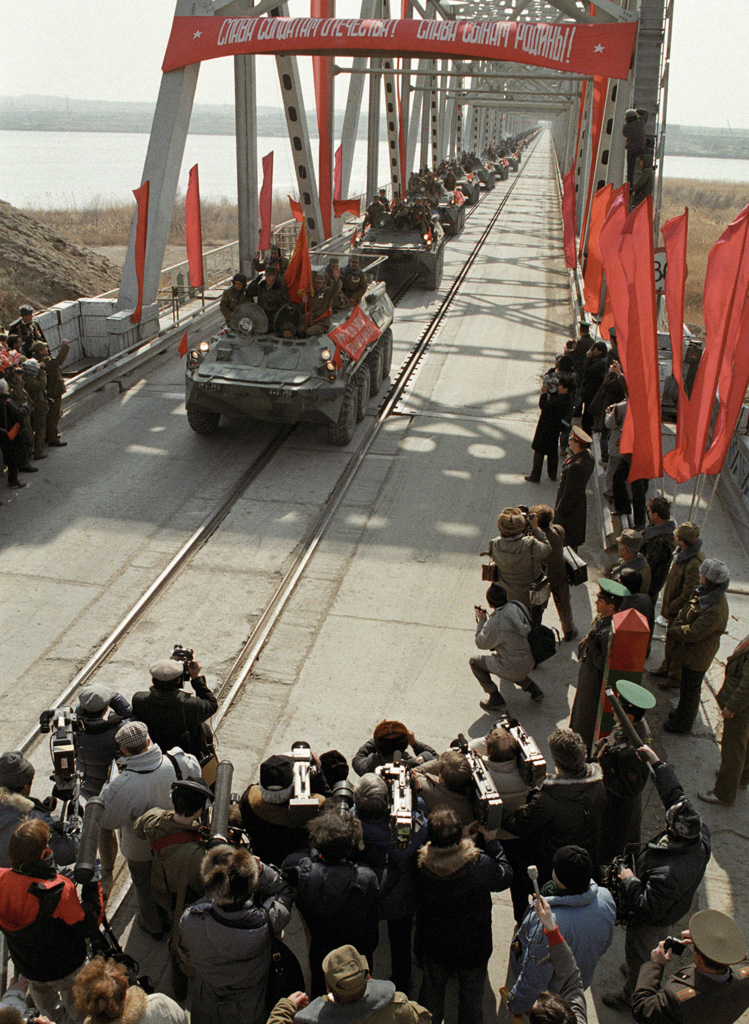
1989年通过阿富汗-烏茲別克友誼橋撤离阿富汗的最后一批苏联军队

蘇聯軍隊撤出阿富汗，一般通稱蘇軍撤出阿富汗，是指蘇聯從1988年5月15日開始從阿富汗撤出作戰部隊，鮑里斯·格羅莫夫上校是最後一位撤出阿富汗的蘇聯將領，他在1989年2月15日從阿富汗-烏茲別克斯坦友誼橋带领最后一批苏联军队返国，自此苏联－阿富汗战争结束。
米哈伊爾·戈爾巴喬夫在1985年成為蘇共中央委員會總書記後不久就開始計劃撤出阿富汗。在戈爾巴喬夫的領導下，蘇聯試圖鞏固阿富汗民主共和國對該國權力的控制權和生存能力，首先是為了穩定國家，然後作為在撤軍時保留面子的措施。在此期間，蘇聯軍事和情報機構與穆罕默德·納吉布拉政府合作，改善喀布爾政府與反叛派領導人之間的關係。戈爾巴喬夫認為撤軍需要三個目標：內部穩定，有限的外國干涉和對阿富汗人民民主党政府的國際承認。

## 事件
根據1988年4月15日的日內瓦協議，阿富汗和巴基斯坦簽署了相互關係三原則協議，特別是不干涉和不干預，對阿富汗難民自願返回。其中規定外國士兵開始於5月15日分階段撤出阿富汗，美國和蘇聯簽署了一項聲明，國際保證協議免遭任何形式的干擾和干涉。同時蘇聯也在阿富汗內部實施民族和解政策，將溫和的反對黨帶入政府。
在首三個月50,183個外國士兵撤出，其他50100個外國士兵則分別於1988年8月15日和1989年2月15日撤出。
在蘇軍撤回時越過邊境時，遭到阿富汗戰士襲擊，523個蘇聯士兵撤退時被擊斃。所有的蘇聯士兵在1989年2月15日從阿富汗完成全部撤軍。